# Africactenus tridentatus
Africactenus tridentatus är en spindelart som beskrevs av Keith Hyatt 1954. Arten, som är endemisk för Zimbabwe ingår i släktet Africactenus och familjen Ctenidae. Inga underarter finns listade.